# Leśniczy (urząd)
Leśniczy (łac. forestarius) – urząd ziemski Wielkiego Księstwa Litewskiego. Wspominany przez statuty litewskie, zanikł prawdopodobnie pod koniec XVI lub już w XVII stuleciu, stąd nie pojawił się w hierarchii urzędów ziemskich ustalonej w 1768 roku. Opiekował się lasami księcia w swojej ziemi.